# Ред и закон (15. сезона)
Петнаеста сезона серије Ред и закон је премијерно емитована на каналу НБЦ од 22. септембра 2004. године до 18. маја 2005. године и броји 24 епизоде.

## Опис
У мају 2004. године објављено је да ће Денис Ферина заменити Џерија Орбака (детектив Лени Бриско) у улози детектива Џоа Фонтане. Прешавши у трећи огранак Ред и закон: Суђење пред поротом, Орбак је снимио само две епизоде серије јер је умро у децембру 2004.
Помоћница окружног тужиоца Серена Садерлин коју тумачи Елизабет Ром постала је први ПОТ који је стигао до своје четврте сезоне у серији Ред и закон. Међутим, средином сезоне објављено је да Ромова жели да напусти серију. Ромова је за МСНБЦ рекла: "Да сам остала, ја мислим да то не би имало много смисла и колико год ми се свидела серија, толико сам морала да је напустим." наставила је, "Било ми је јако тешко да донесем одлуку јер су моји управници и агенти желели да уопште не радим ову сезону". Ромова се последњи пут појавила у епизоди "Није то љубав" у којој њен лик на крају епизоде открива да је лезбејка.
У децембру 2004. објављено је да је Ромову заменила Ени Перис која је почела да глуми помоћницу окружног тужиоца Александру Борџију у епизоди "Знање". Перисова је рекла: "Тако сам узбуђена што сам део тако сјајне серије. Било ми је јако забавно када сам радила једну епизоду пре пар година и заиста се радујем што ћу са свима радити редовно." Творац Дик Волф рекао је за избор глумице: "Ени је сјајна глумица, а њен нови лик (Александра Борџија) је егзотична лепотица чији изглед верује у чињеницу да је обично најпаметнија особа у просторији."
Неколико дана пре него што се вест о томе да се Ени Перис придружила глумачкој екипи, објављено је да ће Џеси Л. Мартин (детектив Ед Грин) напустити глумачку поставу како би снимио филм Рент. Мартин је о свом одласку рекао: „Веома сам захвалан свима из Волф филмс-а и NBC Universal Television-у, посебно Дику Волфу и Џефу Зукер што су ми ово дозволили једном у животу, недостајаће ми Денис (Ферина), Епата (Меркерсон) и остатак глумачке поставе и екипе и једва чекам да се вратим следеће године." Дик Волф је додао: "Протеклих шест година Џеси је био "глумац глумаца", невероватан извођач, потпуно професионалан и сви га воле. Имао је прилику да понови улогу која му је створила каријеру која му је веома важна и хтели смо да то успе. Радујемо се његовом повратку у Ред и закон у 16. сезони." Мартинова последња епизода у сезони била је "Споменик" у којој је Грин упуцан.
Мартина је заменио Мајкл Империоли који је тумачио детектива Ника Фалка од епизоде "Објавити и погинути" до последње епизоде сезоне. Империоли је о свом лику, Фалку, рекао: "Лик који играм у серији Ред и закон има истинску страст да свет учини безбедним и учини град безбедним за људе. Он жели да се увери да ће зликовци отићи у затвор и да ће правда победити и мислим да је одрастао са тим пијететом и да живи са њим."
Роз Винмен и Ерик Овермајер постали су извршни продуценти поред Метјуа Пена и Петра Јанковског. Винменова и Овермајер напустили су серију на крају сезоне, а заменили су их Валон Грин и Николас Вутон у 16. сезони.

## Улоге

### Главне
- Денис Ферина као Џо Фонтана
- Џеси Л. Мартин као Ед Грин (Епизоде 1-20)
- Мајкл Империоли као Ник Фалко (Епизоде 21-24)
- Ш. Епата Меркерсон као Анита ван Бјурен
- Сем Вотерстон као ИПОТ Џек Мекој
- Елизабет Ром као ПОТ Серена Садерлин (Епизоде 1-13)
- Ени Перис као ПОТ Александра Борџија (Епизоде 14-24)
- Фред Далтон Томпсон као ОТ Артур Бренч

### Епизодне
- Ден Флорек као Дон Крејген (Епизода 11)
- Керолин Мекормик као др Елизабет Оливет (Епизода 6)

## Епизоде
| Бр. у серији | Бр. у сезони | Назив                     | Редитељ           | Сценариста                                                                               | Пpемијерно емитовање | Пpод. код | Гледаност у САД-у (милиони) |
| --- | ------------ | ------------------------- | ----------------- | ---------------------------------------------------------------------------------------- | -------------------- | --------- | --------------------------- |
| 326 | 1            | "Пример"                  | Метју Пен         | Синопсис: Ричард Сверен Сценарио: Дик Волф                                               | 22. септембар 2004.  | 15001     | 18.86                       |
| Детектив Џо Фонтана пребачен је у 27. испоставу чиме је детектив Грин добио за ортака елегантног ветерана када је пронађена убијена бивша стражарка из Другог заливског рата, а докази указују на осветољубиву сестру бившег логораша ирачанина који је био у злогласном затвору Абу Граиб. Међутим, када су тужиоци Мекој и Садерлинова почели кривично гоњење, откривено је да је заступник осумњичене храбро осмислио да брани своју странку као "непријатељску војникињу" - подложно само одредбама Женевске конвенције. |              |                           |                   |                                                                                          |                      |           |                             |
| 327 | 2            | "Удружење жена погинулих" | Дејвид Плат       | Ник Сантора                                                                              | 22. септембар 2004.  | 15007     | 15.39                       |
| Када је жена пронађена мртва након судара трајекта на пристаништу на Менхетну, детективи Фонтана и Грин постају сумњичави када су сазнали да је жртва задобила ударац у главу и да је виђена у води непосредно пре несреће, а највероватнији осумњичени је бивша супруга ватрогасца који ју је оставио да би се оженио богатом удовицом из 11. септембра. Али ИПОТ Мекој убрзо сазнаје да вешти заступник оптужену намерава да постави као жртву постповредног поремећаја секирације због 11. септембра што значи да Мекој мора да превазиђе крајња осећања уобичајена за сваког Њујорчанина. |              |                           |                   |                                                                                          |                      |           |                             |
| 328 | 3            | "Братство"                | Џин де Сегонзек   | Синопсис: Алфредо Бароа мл. Сценарио: Венди Бетлс и Алфредо Бароа мл.                    | 29. септембар 2004.  | 15004     | 12.94                       |
| Када је затворска багра склопила уговор са чуварем у Синг Синг-у и његовом породицом, додељујући посао новооснованом бившем затворенику, престрављени полицајац тражи за сваки случај самоодбрану након што му се суди за убиство осуђеника пуштеног на условну слободу. Како суђење тече, багра покушава да утиче на исход случаја шаљући претњу смрћу председавајућој судиници која одбија да буде застрашена. Убрзо по завршетку суђења, Мекој открива да су страхови оптуженог о моћи и домету багре били добро постављени. |              |                           |                   |                                                                                          |                      |           |                             |
| 329 | 4            | "Суноврат"                | Ричард Добс       | Дејви Холмс                                                                              | 6. октобар 2004.     | 15008     | 12.51                       |
| Када је двоје студената извршило самоубиство скоком кроз прозор, детективи Фонтана и Грин откривају да су оба студента били учесници тајног програма испитивања новог противдепресива који је водио велики произвођач лекова што је исходило великом стопом самоубистава и више покушаја самоубистава. ИПОТ Мекој одлучује да енергично настави гоњење генералног директора фармацеутског друштва за убиство другог степена, али његов случај зависи од убеђивања судије да прихвати податке о чуваном клиничком испитивању. |              |                           |                   |                                                                                          |                      |           |                             |
| 330 | 5            | "Игра оружјем"            | Константин Макрис | Вилијам Н. Фордс и Луис Џонсон                                                           | 20. октобар 2004.    | 15006     | 13.07                       |
| СУП се спрема да пронађе убице двојице полицајца током операције хватања препродаваца оружја на црно чиме су детективи Фонтана и Грин дошли на траг двојици осумњичених док Грин ризикује живот представљајући се као купац оружја како би прикупио доказе о трговцима оружјем. Убрзо су открили да су убицама откривена именаа жртава путем интернет странице која приказује слике полицајаца на тајном задатку. Испоставило се да интернет страницу финансира осветољубиви заступник чијег је посинка злочинца убила полиција и сада тврди да је заштићен Првом допуном док се Мекој и Садерлинова спремају за кривично гоњење. Мекој је у могућности да повеже убице са заступником који им је платио да освете смрт његовог посинка кога су убили исти детективи током сличне операције хапшења трговаца оружјем неколико година раније. |              |                           |                   |                                                                                          |                      |           |                             |
| 331 | 6            | "Рез"                     | Ричард Добс       | Венди Бетлс                                                                              | 27. октобар 2004.    | 15002     | 13.23                       |
| Када је списатељица бестселера пронађена мртва у свом хотелском купатилу, детективи Фонтана и Грин истражују и откривају да је покојница недавно имала липосукцију коју је обавио неопрезни пластични хирург. ИПОТ Мекој одлучује да ли ће се случај водити на грађанском, а не на кривичном суду. Али, када је окружно тужилаштво открило да је и раније било низа лекарског немара, Мекој диже оптужницу и заснива велики део својих аргумената на чињеници да су многи поступци жртве опседнуте лепотом захтевале психолошко саветовање које њен похлепни хирург никада није предложио. |              |                           |                   |                                                                                          |                      |           |                             |
| 332 | 7            | "Гувернерова љубав"       | Мајкл Пресмен     | Ричард Сверен и Рос Бергер                                                               | 10. новембар 2004.   | 15013     | 15.15                       |
| Детективи Фонтана и Грин прате сензационално убиство супруге гувернера Конектиката Риордана, али њихов рад доводи до подмићеног програмера кога је због пословних и романтичних веза Риордан натерао да се срамно повуче. Међутим, ИПОТ Мекоју је посао отежан јер не може да натера трећег човека да сведочи против кривог пословног директора који тврди да се већ оженио, приморавајући и терајући Мекоја да изнесе кључно питање хомосексуалних бракова пред врховним судом државе и Каплановим заступником. |              |                           |                   |                                                                                          |                      |           |                             |
| 333 | 8            | "Завијање вука"           | Дон Скардино      | Ник Сантора и Лоренцо Каркатера                                                          | 17. новембар 2004.   | 15012     | 13.80                       |
| За уличног лупежа који се претворио у радио личност и који је имао склоност да привуче наслове путем "лажних пљачки" верује се да је овог пута исценирао рањавање. Међутим, када су друга тела почнела да се гомилају, детективи Фонтана и Грин сада морају да верују да је опасност стварна па почињу да верују у његову причу када су открили да је ожењени преварант био у вези са љубавницом једног мафијаша. |              |                           |                   |                                                                                          |                      |           |                             |
| 334 | 9            | "Све је у породици"       | Џејс Александер   | Вилијам Н. Фордс                                                                         | 24. новембар 2004.   | 15003     | 12.62                       |
| Када су четири особе међу којима су били неки туристи побијени на истом тротоару, детективи Фонтана и Грин сазнали су да је један био пљачкашки златара са злочиначким везама са руском мафијом која је сарађивала са савезним властима све док га неко близак жртви није "откуцао". У међувремену, истражитељи проналазе убице, али ИПОТ Мекој мора да се бори са савезним тужиоцем око надлежности, а оба случаја могу зависити од чињенице да је златар био православни Јеврејин. |              |                           |                   |                                                                                          |                      |           |                             |
| 335 | 10           | "Непријатељ"              | Ричард Добс       | Алфредо Бароа мл.                                                                        | 1. децембар 2004.    | 15014     | 14.71                       |
| Након крвавог покоља над трговцима хероином, детективи Фонтана и Грин пролазе кроз списак међународних злочина све док нису проонашли главног осумњиченог, авганистанског вођу за трговину дрогом који је помагао америчким снагама у Авганистану и тврди да има дипломатску заштиту. Али ИПОТ Мекој и ПОТ Садерлинова неустрашиво покрећу кривични поступак упркос притисцима министарства спољних послова и заступника који тврди да је његова авганистанска странка била приморана да гура дрогу како би задржала покриће и на крају наставила да помаже америчке војне напоре. |              |                           |                   |                                                                                          |                      |           |                             |
| 336 | 11           | "Намештаљка"              | Ед Шерин          | Роз Винмен и Ерик Овермајер                                                              | 8. децембар 2004.    | 15011     | 15.69                       |
| Када осуђени убица деце пуштен из затвора, њега је неко ударио колима и побегао. Детективи Фонтана и Грин нису одушевљени сазнањем ко га је прегазио. Кад је убица умро, они истражују у затвору у ком је одслужио казну и проналазе доказе који наводе ИПОТ Џека Мекоја до запањујућег открића. |              |                           |                   |                                                                                          |                      |           |                             |
| 337 | 12           | "Богатство"               | Џејс Александер   | Вилијам Н. Фордс и Даглас Старк                                                          | 5. јануар 2005.      | 15016     | 14.28                       |
| Недуго након што је богати предузетнички капиталиста пронађен убијен у свом пространом дому, детективи Фонтана и Грин сумњају на неомиљену жену жртве као и на згодног извођача радова који је уградио безбедносни састав и био у романтичној вези са удовицом која жели да постане жена. Са правне стране, тужиоци Мекој и Садерлинова покушавају да преваре супругу против њеног бившег дечка, али многе "девојке" лошег дечака које су послужиле као покриће и други неочекивани злочин озбиљно ометају њихово гоњење. |              |                           |                   |                                                                                          |                      |           |                             |
| 338 | 13           | "Није то љубав"           | Парис Беркли      | Ричард Сверен и Луис Џонсон                                                              | 12. јануар 2005.     | 15015     | 14.69                       |
| Детективи Фонтана и Грин крећу у истрагу у ритму хип-хопа када је легендарни репер убијен, а докази указују на жртвиног младог штићеника који је био познат по томе што је сам нарезивао своју музику ЦД-ове да би продавао по улицама, а више трагова је пронађено у стиховима једне песме који описују слично убиство. Док то полиција повезује са још једним претходним убиством, тужиоци Мекој и Садерлинова траже адресе е-поште са интернет-странице једне издавачке куће која би могла да реши случај, чак и док се њих двоје сукобљавају око прихватљивих чињеница. Како се истрага развија, мишљења су Садерлинову довела до оштрог сукоба и са Мекојем и Бренчом, а овај други је почео да осећа да Садерлинова није прикладна за рад у окружном тужилаштву.                                                                       |              |                           |                   |                                                                                          |                      |           |                             |
| 339 | 14           | "Знање"                   | Метју Пен         | Ник Сантора                                                                              | 19. јануар 2005.     | 15018     | 15.12                       |
| Када је деветоро повређених људи изненада помрло, детективи Фонтана и Грин откривају да је жртвама убризгана лажно цепиво против грипа које их није заштитила, то је навело полицију да ухапси преваранта са каријером који је кривотворио све, укључујући и оно што је требало да буде спасоносно цепиво. Али док се ИПОТ Џек Мекој навикава на одлазак ПОТ Садерлинове, њему се придружује нова помоћница окружног тужиоца Александра Борџија која храбро обећава правду родбини жртава коју ће тужилац тешко испунити након избацивања кључних доказа после претреса. |              |                           |                   |                                                                                          |                      |           |                             |
| 340 | 15           | "Опседнутост"             | Константин Макрис | Венди Бетлс и Алфредо Бароа мл.                                                          | 9. фебруар 2005.     | 15019     | 13.16                       |
| Када је контроверзни и конзервативни водитељ ток-шоа убијен, детективи Фонтана и Грин разматрају богатство вероватних осумњичених, али се усредсређујју на Миранду која би наследила његово имање тек након смрти, као и на Карен, измучену жену која тврди да је била у вези са новопеченом удовицом. Како нова ПОТ Борџија итражује случај, она открива узнемирујуће доказе да је Карен уходила удовицу чији тајни љубавни живот доноси ризницу доказа. |              |                           |                   |                                                                                          |                      |           |                             |
| 341 | 16           | "Шести играч"             | Дејвид Плат       | Синопсис: Луис Џонсон Сценарио: Луис Џонсон и Ричард Сверен                              | 16. фебруар 2005.    | 15021     | 13.73                       |
| Када је дужник пронађен задављен у свом изнајмљеном стану, детективи Фонтана и Грин усредсређују се и на жртвину навику коцкања и на власника зграде који то жели да претвори у задругу, али полиција долази до трага када је откривен гадан спор покојника и размаженог професионалног кошаркаша. Када су детективи пронашли отиске прстију спортисте на лицу места, тужиоци Мекој и Борџија морају да се боре да спрече избацивање доказа због техничких разлога. |              |                           |                   |                                                                                          |                      |           |                             |
| 342 | 17           | "Дозвола за убиство"      | Константин Макрис | Ричард Сверен и Стјуарт Фелдмен                                                          | 23. фебруар 2005.    | 15022     | 14.54                       |
| Након што је у дивљој јурњави аутомобила улицама Менхетна један човек погинуо, а један пубертетлија повређен, детективи Фонтана и Грин повезују неке тачке и откривају да је потера започела у северном делу Њујорка након што је у лову покојни возач починио покољ, али су пронашли човека који је јурио убицу чиме тужилаштво долази у незгодан положај. Пошто је оклевајући јунак јавно хваљен због својих напора, тужиоци Мекој и Борџија пажљиво тврде да његове лоше одлуке само угрожавају друге животе. |              |                           |                   |                                                                                          |                      |           |                             |
| 343 | 18           | "Кулинарска емисија"      | Џин де Сегонзек   | Дејви Холмс                                                                              | 2. март 2005.        | 15017     | 14.66                       |
| Када је извршна директорка једног ТВ канала пронађена убијена, детективи Фонтана и Грин сумњају на близанце који су крали од удружења све док нису открили славног кувара са којим је удата жртва имала прељубу. Спретни и љупки кувар вешт је у неговању односа са судијама и поротама, али тужилац Мекој намерава да открије да је његова покојна љубавница убрзо хтела да откаже куварску емисију. |              |                           |                   |                                                                                          |                      |           |                             |
| 344 | 19           | "Секте"                   | Ричард Добс       | Френк Пуљезе                                                                             | 30. март 2005.       | 15024     | 13.49                       |
| Детективи Фонтана и Грин су одбијани у току истраге убиства жене од стране младића који је покушао да се убије и откривају секту која подстиче полне односе одраслих и деце, а тужитељка Борџија је одлучна у намери да закуца очаравајућу, али страшну жену која је на челу секте. Уз помоћ свог сарадника ИПОТ Мекоја, Борџија прати низ покушаја самоубистава младих и тражи тајну "Књигу по Данијелу" која би заувек могла да избрише изопачену секту. |              |                           |                   |                                                                                          |                      |           |                             |
| 345 | 20           | "Споменик"                | Ерик Столц        | Рик Ид                                                                                   | 13. април 2005.      | 15025     | 16.85                       |
| Када је промискуитетна млада заступница пронађена премлаћена у својој пословници, детективи Фонтана и Грин истражују њене бивше љубавнике у моћном заступничком предузећу све док ДНК докази нису указали на једног заступника Рона Дрекслера који је био у пословници у време убиства. Када је судија одбацио доказе због чега је дошло до потресног злочина, ИПОТ Мекој мора да искористи моћ против старијег ортака Нејтана Фога који је покриће осумњиченог као и предмет америчког Одбора за хартије од вредности и берзе у истрази. Усред случаја, живот једног из 27. испоставе виси о концу. |              |                           |                   |                                                                                          |                      |           |                             |
| 346 | 21           | "Објавити и погинути"     | Константин Макрис | Том Шенђорђи                                                                             | 20. април 2005.      | 15028     | 14.33                       |
| Убиства злогласне порно глумице и невероватног издавача Девриса бацају детективе Фонтану и његовог привременог ортака Ника Фалка у сензационални случај који напредује и врти се око амбициозног и моћног полицијског начелника који је на највишем месту безбедности у држави. Али, како је упозорено окружно тужилаштво, Мекој и полиција морају пажљиво да воде случај с обзиром на истакнуте играче, посебно када је откривена приснија веза. |              |                           |                   |                                                                                          |                      |           |                             |
| 347 | 22           | "Краљевски спорт"         | Мајкл Пресмен     | Синопсис: Ричард Сверен и Венди Бетлс Сценарио: Ричард Сверен, Ник Сантора и Венди Бетлс | 4. мај 2005.         | 15023     | 11.70                       |
| Убиство панамског џокеја ставља детективе Фонтану и Фалка на стазу чопора шарених осумњичених који живе у такмичарском свету, приморавајући их да стисну џокеје, тренере, па чак и богатог власника да открију ко би убио јахача који је желео да јаше једног одређеног коња. Међутим, њихова истрага открива да је жртва оспорила регистар и продала појединости цењеног трогодишњака што доводи полицију и ИПОТ Мекоја до шефа предузећа који је купио чистокрвне коње украденим средствима. |              |                           |                   |                                                                                          |                      |           |                             |
| 348 | 23           | "У Бога верујемо"         | Дејвид Плат       | Ричард Добс                                                                              | 11. мај 2005.        | 15026     | 12.22                       |
| Детективи Фонтана и Фалко ухапсили су пиромана након што је у пожару погинуо ватрогасац, а после откривен угљенисани пиштољ који их доводи до поновног отварања убиства Афроамериканца из нерешеног случаја. Њихов главни осумњичени за жаљење не само да признаје, већ се изјашњава да није крив због новооткривене вере и промењеног живота. Чак ни скептични ИПОТ Мекој не може да занемари "Клејтонов захтев" који је поднео бранилац и који тражи да се случај одбаци док се подршка цркве и јавности гради за бившег родисту који је годинама уназад вредно радио за добротворне организације за децу. |              |                           |                   |                                                                                          |                      |           |                             |
| 349 | 24           | "Локомотива"              | Метју Пен         | Синопсис: Ерик Овермајер Сценарио: Роз Винмен                                            | 18. мај 2005.        | 15029     | 12.41                       |
| Приградски воз силовито је исклизнуо из шина када је ударио у теренац паркиран на шинама што је довело до 12 смртних случајева, а детективи Фонтана и Фалко проверавају огромне жртве све док нису дошли до потиштеног грађевинског радника који тврди да је намеравао само да изврши самоубиство, а не убиство. ИПОТ МЕкој је једва чекао да се дочепа случаја, али његов стисак постаје клизавији јер заступник оптуженог наговештава одбрану неурачунљивошћу, а осумњичени касније потреса све на суду. |              |                           |                   |                                                                                          |                      |           |                             |

## ДВД издање
Петнаеста сезона доступна је на ДВД -у. У почетку је била доступан само као део ДВД комплета под називом Ред и закон: Цела серија издатом у новембру 2011. године. Касније је посебно издата 4. новембра 2014. године.

## Напомена
1. ↑  Епизода "Намештаљка" је наставак епизоде "Равнодушност".